# Stichotrema beckeri
Stichotrema beckeri är en insektsart som först beskrevs av Oliveira och Marcos Kogan 1959.  Stichotrema beckeri ingår i släktet Stichotrema och familjen Myrmecolacidae. Inga underarter finns listade i Catalogue of Life.